# Ken Appledorn
Kenneth "Ken" James Appledorn (Troy, Míchigan, 20 de julio de 1980) es un actor estadounidense y español  principalmente conocido por su trabajo en Arde Madrid dirigido por Paco León para Movistar+ y la serie Refugiados producida por la BBC Worldwide y Bambú Producciones para La Sexta. También por su trabajo en la película Casting donde ganó la biznaga de plata de mejor actor de reparto en Festival de Málaga de Cine Español 2013, y por la película The extraordinary tale of the times table donde fue nominado mejor actor Andaluz en los premios ASECAN. En 2022 fue nominado mejor actor de reparto en los premios Carmen por la película Con Los Años Que Nos Quedan del director Fran Ariza.  Está casado desde 2007 con el humorista español Jorge Cadaval

## Biografía
Ken Appledorn es el más joven de cuatro hermanos, creció en Troy, en el estado de Míchigan, cerca de Detroit. Al graduarse regresó a Sevilla, donde había estudiado un semestre y en ese momento comenzó a estudiar interpretación en el Teatro Viento Sur y en el Centro Andaluz de Teatro.
Su primera oportunidad llegó cuando David Sainz creó la webserie El viaje de Peter McDowell, en la que se narra las aventuras de un inglés en el sur de la península ibérica. Debido a su éxito, Ken comenzó a aparecer en varias series de televisión españolas como Aida, Bandolera, Museo Coconut, Yo soy Bea, etc.
La incursión de Ken en el mundo del cine llegó con la película independiente Cásting, que le valió el Premio al Mejor Actor de Reparto en el Festival de Cine de Málaga. También ha participado en el largometraje Obra 67, una película dirigida por David Sainz y grabada en 13 horas. Recientemente ha aparecido también en The extraordinary tale of the times table, su primer largometraje como protagonista con el que consiguió elogios por parte de la crítica nacional e internacional y fue nominado mejor actor andaluz en los premios ASECAN (La Asociación de Escritoras y Escritores Cinematográficos de Andalucía).
Su proyecto más reciente ha sido su participación en la serie original de Movistar+ Arde Madrid, dirigida por Paco León en el papel de Bill Gallagher.
Participa como colaborador en la "Tertulia de los guiris" de Canal Sur Radio en el programa matinal presentado por Jesús Vigorra.

## Filmografía
- 2008: Malviviendo
- 2009: Fuga de cerebros
- 2009: Madre amadísima
- 2012: The Imposter
- 2013: The extraordinary tale of the times table
- 2013: Obra 67
- 2013: Casting
- 2014: La ignorancia de la sangre
- 2014: Anochece en la India
- 2014: La tristeza de Kevin Brownie (Short)
- 2019: Rifkin's Festival
- 2019: La lista de los deseos
- 2021: Malnazidos
- 2022: Universo de Oliver
- 2022: Heroes de Barrio
- 2022: Official Conpetition
- 2022: Un Hombre de Accion
- 2023: Como Dios Manda
- 2023: Con Los Años Que Nos Quedan
- 2024: El Hoyo 2

## Televisión
- 2009: Yo soy Bea
- 2009 - 2014: Malviviendo
- 2010: Aída (Telecinco)
- 2011: Que buen puntito
- 2011: Bandolera
- 2013: Museo Coconut
- 2013: The Avatars
- 2013: Flaman (Canal Sur)
- 2015: En la tuya o en la mía
- 2015: Refugiados (BBC)
- 2015: Entertainment
- 2016: Fenómenos
- 2017: Me lo dices o me lo cantas (Telecinco)
- 2018: Arde Madrid
- 2018: Allí abajo (A3)
- 2019: Grasa
- 2019: Elite (Netflix)
- 2020: Un año de tu vida (1 episodio)
- 2020: El Último Show (HBO)
- 2021: Now and Then (AppleTV)
- 2023: Dias Mejores (Amazon Prime)